# 16e régiment de tirailleurs tunisiens
Le 16e régiment de tirailleurs tunisiens était un régiment d'infanterie appartenant à l'Armée d'Afrique qui dépendait de l'armée de terre française.

## Création et différentes dénominations
Créé en 1920, il est l'héritier du 4e régiment mixte de zouaves et tirailleurs (4e RMZT) de la Première Guerre mondiale.

## Historique des garnisons, combats et batailles

### Première Guerre mondiale

#### 1915
Le 22 juin 1915 : création du 4e régiment mixte de zouaves et de tirailleurs à partir des 1er et 6e bataillons du 8e régiment de tirailleurs tunisiens et du 6e bataillon du 4e régiment de zouaves à Rexpoed, sous le commandement du Lieutenant-Colonel Lêvêque.

### Entre-Deux guerres
- Renommé le 1er octobre 1920 en 16e régiment de tirailleurs tunisiens le régiment gardera les décorations reçu par le 4e RMZT.
- 1925-1927 : Le Régiment part au Levant en Syrie où la France doit à nouveau faire face à plusieurs révoltes nationalistes, notamment la guerre du Djebel druze de 1925-1926. Le drapeau du régiment reçoit encore la croix des TOE avec une citation à l'ordre de l'Armée et une septième inscription vient orner les plis du drapeau du 16e RTT. (Campagne du Levant)

### Seconde Guerre mondiale

#### 1940
- Soueïda, Levant. Rajout du 3e Bataillon le 10 décembre 1939 par éléments envoyés de métropole à la 191e D.I., bataillons I, II, III de la 14e C.D.A.C versée au 12e R.T.T le 3 juin 1940.

#### 1943
- Dissolution

### Après guerre
- 1958 : Reconstitué en 16e régiment de tirailleurs
- En mai 1963, devient le 16e Groupe de Chasseurs Portés (16e GCP). C'est le 24 mai 1963 qu'est créé le 16e Groupe de Chasseurs Portés, à partir des éléments du 16e régiment de tirailleurs. C'est du 16e Groupe de Chasseurs Portés (16e GCP) que sera créé le futur 16e bataillon de chasseurs à pied.
- 1964 : Nouvelle dissolution.

Les traditions des Tirailleurs étaient fortes, mais progressivement ce sont celles des Chasseurs qui vont s'imposer et cela d'autant plus rapidement que le 16e BCP est dissout le 31 janvier 1964. Les troubles de la décolonisation s'estompent petit à petit et la vie de garnison reprend ses droits avec son lot d'instruction et d'entraînements aux rythmes des incorporations des recrues du contingent.
- 1994 : La 3e Section de la 4e Compagnie de Combat (elle-même détentrice des traditions et de l'histoire du 4e régiment de tirailleurs tunisiens) du 1er régiment de tirailleurs détient et conserve les traditions du 16e régiment de tirailleurs tunisiens

## Symboles du16eRTT
- Rondache orlée de vert, à un croissant chargé d’une étoile bleue blanche, rouge, verte et jaune.

### Devise
« Sans peur et sans sommeil »

### Drapeau

Drapeau du 16e régiment de tirailleurs tunisiens

Il porte, cousues en lettres d'or dans ses plis, les inscriptions suivantes :
- Artois 1915
- Verdun-Douaumont 1916-1917
- La Malmaison 1917
- Noyon 1918
- Soissonnais 1918
- L'Oise-L'Ailette 1918
- Levant 1925-1927

### Décorations
La cravate de son drapeau est décorée de la fourragère a la couleur du ruban de la Légion d'honneur le 13 juillet 1919 à Paris, de la croix de la Légion d'honneur en 1919, de la Croix de guerre 1914-1918 (six palmes, six citations à l'Ordre de l'armée) et de la Croix de guerre des Théâtres d'opérations extérieurs (une palme, une citation à l'Ordre de l'armée). Régiment à double héritage le 4e RMZT et le 16e RTT.

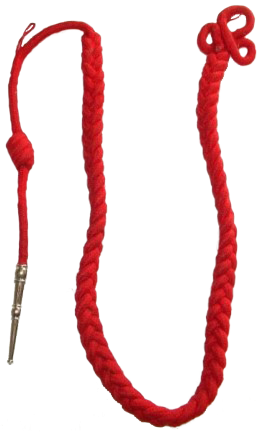
Fourragère a la couleur du ruban de la Légion d'honneur.
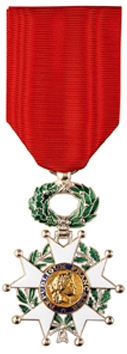
Croix de la Légion d'honneur.
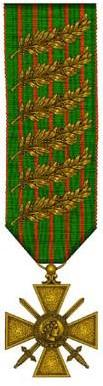
Croix de guerre 1914-1918 avec six palmes.
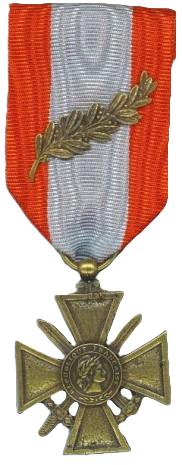
Croix de guerre des Théâtres d'opérations extérieurs avec une palme.

### Citations
Texte des six citations à l'ordre de l'Armée obtenues au cours de la Première Guerre mondiale par le 4e RMZT
« Le 24 octobre 1916, sous l'énergique commandement du lieutenant-colonel Vernois, a enlevé d'un élan admirable, les premières tranchées allemandes, puis, successivement, l'ouvrage et la ferme de Thiaumont, a inscrit une page glorieuse à son histoire en s'emparant dans un irrésistible assaut du village de Douaumont. »
— Ordre du 13 novembre 1916
« Le 15 décembre 1916, sous l'habile et énergique commandement du lieutenant-colonel Vernois, a, dans un magnifique élan, enfoncé les lignes allemandes sur une profondeur de 2 kilomètres, s'emparant, malgré une vive résistance de l'ennemi, de 3 organisations successives fortement retranchées, capturant 1 038 prisonniers dont 27 officiers et prenant ou détruisant 5 canons de 77, 10 canons de tranchée et un nombreux matériel de guerre. »
— Ordre du 5 janvier 1917
« Sous l'énergique commandement du lieutenant-colonel Vernois, a attaqué le 23 octobre 1917 des positions ennemies puissamment organisées et sur lesquelles la Garde prussienne avait l'ordre de tenir à tout prix. A enlevé d'un splendide élan plusieurs lignes de tranchées solidement défendues, puis, manœuvrant avec vigueur vers un deuxième objectif et brisant la résistance opiniâtre de l'adversaire, s'est emparé, après plusieurs combats corps à corps, de la moitié est du village de Chavignon, réalisant ainsi une avance de plus de 3 kilomètres. A fait, au cours de sa progression, 900 prisonniers dont 18 officiers des régiments de la Garde prussienne, a capturé 10 canons, 12 minenwerfers, 26 mitrailleuses et une grande quantité d'armes, de munitions et du matériel. »
— Ordre du 13 novembre 1917
« Les 28 et 29 mars 1918, sous le commandement du lieutenant-colonel Vernois, a défendu avec la plus grande énergie les positions confiées à sa garde, repoussant victorieusement et après de violents corps à corps toutes les tentatives faites par un ennemi agressif pour déboucher de ses positions et s'emparer de la station de Roye-sur-Matz, gagnant même du terrain au nord de ce village, interdisant à ce même ennemi les 30 et 31 mars, d'étendre son attaque vers l'est, lui infligeant des pertes sanglantes et facilitant, par l'énergie de sa défense et la vigueur de ses contre-attaques locales, le retour offensif d'un corps voisin. »
— Ordre du 24 août 1918
« Régiment d'élite qui a montré une fois de plus qu'on pouvait entièrement compter sur lui. Le 18 juillet 1918, énergiquement commandé par le chef de bataillon Dhomme, renforcé par le bataillon Doranque du 8e tirailleurs, est parti à l'assaut avec un entrain merveilleux, brisant toutes les résistances, refoulant l'ennemi sur une profondeur de 7 kilomètres, lui faisant subir des perles cruelles, et capturant 950 prisonniers, 26 canons, 150 mitrailleuses et un nombreux matériel. »
— Ordre du 22 septembre 1919 relatif à la Seconde bataille de la Marne
« Régiment d'élite, sous le commandement du colonel Vernois, est parti à l'attaque les 18 et 20 août 1918, avec un entrain merveilleux. Arrêté un moment par l'ennemi qui occupait une position formidablement défendue par des mitrailleuses en nombre considérable, et qui lui causaient des pertes sévères, l'a manœuvré et obligé à une retraite précipitée. Continuant la poursuite, est arrivé au bord de la rivière sur les talons de l'ennemi, l'empêchant de détruire les passerelles qu'il y avait installées, réalisant ainsi une avance de près de 10 kilomètres, faisant plus de 100 prisonniers, s'emparant de 2 canons et d'un matériel considérable. »
— Décision du G.Q.G. du 30 septembre 1918

### Insignes
Le 16e régiment de tirailleurs tunisiens a eu pendant son existence plusieurs modèles de pucelle régimentaire :

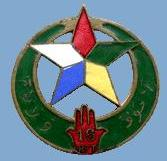
1er modèle
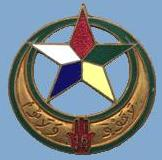
2e modèle
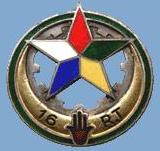
3e modèle

## Personnalités ayant servi au16eRTT
- Maurice Dubled (1893-1978), officier de gendarmerie, résistant et poète
- Henri Frenay (1905-1988), fondateur du mouvement de résistance Combat
- Philippe Ginestet (1905-1962), général et résistant, tué par l'OAS en 1962
- Jean Pillard (1914-1989), résistant, Compagnon de la Libération.